# Schweizerschule Mexiko

Schematische Darstellung des IB Diplomprogramms

Die Schweizerschule Mexiko (spanisch Colegio Suizo de México A. C.) ist eine internationale, mehrsprachige, von der Schweizer Regierung anerkannte Privatschule in Mexiko mit drei Niederlassungen: eine in Mexiko-Stadt, eine in Cuernavaca und eine in Querétaro. Jede dieser Niederlassungen führt vom Vorkindergarten bis zur Matura alle Schulstufen. Nebst Unterricht auf Spanisch wird auch Deutsch, Englisch, Französisch und Mandarin unterrichtet. Im Ranking, das von der Zeitung Reforma in der Metropolregion Mexiko durchgeführt wird, platzierte sich die Schweizerschule Mexiko in den letzten Jahren immer unter den besten Gymnasien. Die Schule ist Mitglied von educationsuisse.

## Geschichte
Die Schweizerschule Mexiko wurde 1965 mit 135 Schülern in einem Haus an der Calle Eugenia in Mexiko-Stadt gegründet. 1968 konnte die Sekundarstufe I und 1971 die Sekundarstufe II eröffnet werden. 1974 kam das Auditorium dazu, was Schultheater ermöglichte. 1974 erlangten die ersten Mittelschüler die Matura, und Peter Bach schuf das Logo, das einen Teil der korporativen Zusammengehörigkeit darstellt. 1981 konnten auf neu erworbenen Grundstücken neue Räume für den Kindergarten und ein Sportplatz eingeweiht werden. 1992 wurde erstmals die Sekundarschule B auf dem Campus Mexiko angeboten. 2004 feierten die ersten Maturanden der spanischen und englischen Abteilung des Campus Mexico ihren Erfolg. 2010 erhielt die Schweizerschule Mexiko von der International Baccalaureate Organisation das Recht, Unterricht zur Erlangung des IB-Diploms zu erteilen. 2011 startete die Schule unter der neuen Organisation mit den drei verschiedenen Standorten und den Schulleitern für jeden Standort und einer gemeinsamen Unterrichtskoordination auf dem Campus Mexiko. Gleichzeitig trat die erste Generation von IB-Diplomanden an.
1992 eröffnete der Campus in Cuernavaca seinen Kindergarten und seine Primarschule. 1998 kam die Sekundarstufe I dazu. 2005 konnten Sportanlagen eingeweiht werden.
2007 wurde der Campus Querétaro eingeweiht und 2008 neue Parzellen in San Borja erworben. 2012 konnten Erweiterungen in La Cima eingeweiht werden.

## Pädagogisches Angebot
Der Unterricht folgt im Kindergarten, in der Primar- und Sekundarstufe I im Wesentlichen den Lehrplänen Mexikos und des Patronatskantons Zürich. Die Sekundarstufe II folgt an allen drei Standorten den mexikanischen Vorgaben für die Vorbereitung auf ein Studium in Mexiko und den Vorgaben des Programms des International Baccalaureate (IB). Die Mittelschule schliessen die Schüler mit dem Bachillerato Mexicano, UNAM, und dem IB-Diplom ab. Damit haben die Schüler Zugang sowohl zu den inländischen Hochschulen und Universitäten als auch zu solchen in der Schweiz und in vielen weiteren Ländern.
Unterrichtssprachen sind Deutsch in der Vorschule, Spanisch und Deutsch ungefähr zu gleichen Teilen in der Primarschule, und Deutsch, Spanisch und Englisch in der Sekundarschule.
Ausserdem erwerben die Schüler das Deutsche Sprachdiplom der Stufen I und/oder II der deutschen Kultusministerkonferenz sowie mindestens ein Cambridge Diplom: B2 First for Schools (FCE) und/oder C1 Advanced (CAE) und/oder C2 Proficiency (CPE).
Optional kann auch für Französisch ein DELF-Diplom oder für das chinesische Mandarin ein Diplom erworben werden.
Ab der 3. Primarklasse nehmen alle an einem 5- bis 10-tägigen Klassenlager teil.
Die Abschlussklassen beteiligen sich an einer Wirtschaftswoche der Schmidheiny-Stiftung. Während einer Woche simulieren die Schüler Unternehmen, die sich in gegenseitiger Konkurrenz befinden und auf dem Markt behaupten müssen. Unterstützt werden die Lernenden von Experten aus der Wirtschaft, die ihnen während der Simulation helfen, ein Unternehmen zu führen, Massnahmen zu ergreifen, deren Folgen zu verstehen und so eigene Lernpotenziale zu identifizieren und daraus Nutzen zu ziehen.
Im Rahmen des jährlichen Schultheaters üben die Darstellenden ihr eigenes Auftreten, erweitern ihr Einfühlungsvermögen in eine Rolle und experimentieren mit der Gestaltung dieser Rolle, übernehmen Verantwortung und schulen sich im Umgang mit den Kleineren und Grösseren.
Bei der jährlichen Copa Humboldt messen sich Schüler der Primar- bis Sekundarstufe II in verschiedenen Sportarten. Dabei erwerben sie Erfahrungen im Fairplay.

## Infrastruktur
Der Campus Mexico verfügt über modern eingerichtete, helle Unterrichtsräume, Sportanlagen (Fussballplatz, Schwimmbecken), einer Bibliothek mit Arbeitsplätzen, Kantine.
Der Campus Cuernavaca bietet modern eingerichtete, freundliche Unterrichtsräume, schattige Gruppenplätze im Freien, Spiel- und Sportanlagen mit Schwimmbecken.
Der Campus Querétaro umfasst moderne Unterrichtsräume, Sportanlagen inkl. Schwimmbecken.
Alle drei Campus sind mit moderner Informatik-Technik ausgestattet. Von der Primarschule bis ins Gymnasium arbeiten die Schüler auch mit (eigenen) Laptops.